# Serge Thion
Serge Thion (1942-15 de octubre de 2017) fue un sociólogo, ensayista e investigador francés de larga trayectoria en temas políticos y sociales. Fue doctor en sociología y autor de varios libros.
Hasta el año 2000, fue investigador del CNRS francés, pero ese año fue destituido por afirmar la no existencia de los crímenes contra la humanidad. A partir de ese momento, manejó un sitio en Internet dedicado a difundir tesis negacionistas y a atacar a sus antiguos colegas en el CNRS. En el 2002, fue encontrado culpable de difamación en contra del escritor Didier Daeninckx, y en septiembre del 2003 fue declarado culpable de falsificación, por reproducir sin permiso de los autores y extensamente modificados con sus comentarios, textos con derechos de autor.[cita requerida]
Serge Thion fue coautor, con Robert Faurisson, de escritos que niegan la existencia de cámaras de gas en los campos de exterminio nazis.[cita requerida]